# Sòsicles (escultor)
Sòsicles (grec antic: Σωσικλῆς, llatí: Sosicles) fou un escultor grec d'època i origen desconeguts. El seu nom apareix gravat en una estàtua d'una amazona al Museu Capitolí. La seva execució, segons els experts, és molt bona. La forma de les lletres de la inscripció correspondria a l'època imperial romana tardana. La inscripció diu només: ΞωΞΙΚΛΗ.
Un altre descobriment inclou també el nom d'aquest artista, una estàtua d'un home amb la següent inscripció: ΞωΞΙΚΛ; es tracta d'un fragment descobert a Tusculum el 1842.